# Xylophanes haitensis
Xylophanes haitensis är en fjärilsart som beskrevs av Butler 1875. Xylophanes haitensis ingår i släktet Xylophanes och familjen svärmare. Inga underarter finns listade i Catalogue of Life.